# Paul Valentin Ngobo
Paul Valentin Ngobo, né le 3 octobre 1970 à Fort-Rousset (aujourd'hui Owando), est un universitaire, entrepreneur et homme politique congolais. Depuis mai 2021, il occupe le poste de ministre de l’Agriculture, de l’Élevage et de la Pêche dans le gouvernement dirigé par Anatole Collinet Makosso en république du Congo.

## Biographie

### Naissance
Paul Valentin Ngobo est né le 3 octobre 1970 à Fort-Rousset, actuel Owando, dans le département de la Cuvette en république du Congo. 

### Parcours académique
En 1991, Paul Valentin Ngobo obtient une licence à l’Institut supérieur de gestion (ISG) de l’université Marien-Ngouabi à Brazzaville. Il obtient en 1993 une maîtrise en sciences économiques (option économie d'entreprise), puis un diplôme d'études approfondies (DEA) en sciences de gestion en 1994, tous deux délivrés par l’université Montpellier-I. Il est titulaire d’un doctorat en sciences de gestion de l’Institut d'administration des entreprises (IAE) de l’université Montpellier-II et accède, en 2001, toujours en France, au grade d’agrégé de sciences de gestion,,.

## Parcours professionnel

### Carrière universitaire
Paul Valentin Ngobo a occupé plusieurs postes universitaires en France, notamment en tant que professeur à l’université d'Angers (1998-2001), à l’université d'Orléans (2008-2014), puis à l’université Paris-Dauphine-PSL, où il est professeur des universités depuis 2014,.
Paul Valentin Ngobo met sa carrière universitaire en suspens en raison de sa nomination comme ministre au sein du gouvernement congolais en mai 2021.

### Entreprenariat
Paul Valentin Ngobo a initié un projet d’incubateur agricole visant à encourager l’entrepreneuriat dans le secteur rural congolais. Partageant son temps entre la France et le Congo, il a parcouru plusieurs départements pour mobiliser les jeunes autour des opportunités offertes par l’agriculture, notamment dans les domaines de l’élevage et de la pisciculture. Cette démarche s’inscrivait dans une volonté de structurer une stratégie nationale impliquant les acteurs de terrain.

### Ministre de l’Agriculture, de l’Élevage et de la Pêche
Le 15 mai 2021, Paul Valentin Ngobo est nommé ministre de l’Agriculture, de l’Élevage et de la Pêche dans le gouvernement Makosso. Il prend la tête d’un secteur marqué par de fortes attentes, dans un contexte où le Congo importe chaque année pour plus de 700 milliards de francs CFA de denrées alimentaires. Le programme gouvernemental prévoit, parmi ses priorités, la mécanisation de l’agriculture afin de réduire cette dépendance. Il a pour mission de renforcer la souveraineté alimentaire du Congo en développant la mécanisation agricole, l’organisation des producteurs et la mobilisation de la jeunesse. Il s’engage à poursuivre les réformes engagées par son prédécesseur Henri Djombo, afin de dynamiser la production locale, la création d’emplois et la diversification économique du secteur,.
Depuis sa nomination, Paul Valentin Ngobo s’attache à faire évoluer l’agriculture congolaise vers un modèle commercial capable de générer des rendements suffisants pour répondre aux besoins locaux et réduire la dépendance aux importations, notamment pour les produits d'origine animale. Il met l’accent sur la mécanisation accessible et l’appui aux agriculteurs à travers la fourniture d’Intrants agricoles et la formation professionnelle. Dans ce cadre, il a lancé un programme de zones agricoles protégées (ZAP), des espaces dédiés à la production agricole, qui bénéficieront d’un statut assurant leur vocation exclusivement agricole, à l’abri des dynamiques d’urbanisation. Ce programme vise à regrouper producteurs et coopératives, tout en contribuant à l'employabilité (des jeunes notamment), ainsi qu'au développement local. En janvier 2024, la république du Congo comptait dix-sept ZAP créées, rassemblant plus de 4 000 participants, avec des premiers résultats encourageants, notamment une diminution des prix des denrées alimentaires. L’objectif affiché est d’étendre ce dispositif à l’ensemble du territoire et de réduire d’au moins 50 % les importations agricoles d’ici 2026.

## Vie privée
Paul Valentin Ngobo est marié et père de cinq enfants. 